# Arab Israeli Dialogue
Pour plus de détails, voir Fiche technique et Distribution.
Arab Israeli Dialogue est un film documentaire américain réalisé par Lionel Rogosin, sorti en 1974.
Le film est la restitution d'un débat filmé entre le poète palestinien Rashid Hussein et l'artiste israélien Amos Kenan.

## Fiche technique
- Titre : Arab Israeli Dialogue
- Réalisation : Lionel Rogosin
- Pays d'origine : États-Unis
- Format : Couleurs - 35 mm
- Genre : Documentaire
- Durée : 40 minutes
- Date de sortie : 1974